# Calau terrestre
Els calaus terrestres són dues espècies de grans ocells africans que pertanyen al gènere Bucorvus. Aquest gènere és considerat l'únic de la subfamília dels bucorvins (Bucorvinae) o de la família dels bucòrvids (Bucorvidae), segons l'autor.

## Morfologia
- Són ocells grans o molt grans que fan 80 – 120 cm de llargària.
- Gran bec corbat amb un gran casc buit sobre la base.
- A la cara carúncules negres o roges.
- Tenen unes ales amples i arrodonides i una llarga cua.

## Hàbitat i distribució
Habita exclusivament a l'àrea afrotròpica, freqüentment a les sabanes.

## Sistemàtica
Els calaus terrestres eren tradicionalment considerats la subfamília dels bucorvins (Bucorvinae), de la família dels buceròtids (Bucerotidae), a l'ordre dels coraciformes (Coraciiformes). Però la Taxonomia de Sibley-Ahlquist, va crear l'ordre dels bucerotiformes i va separar la família inicial dels buceròtids en dues, creant d'aquesta manera la família dels bucòrvids i deixant limitada la família dels buceròtids a l'antiga subfamília dels bucerotins.
D'aquesta manera:
- Els buceròtids (Bucerotidae) queden agrupant tots els calaus excepte els calaus terrestres.
- Els bucòrvids (Bucorvidae) esdevenen la família dels calaus terrestres. Aquesta família inclou únicament un gènere: Bucorvus Lesson, 1830.

## Taxonomia
D'acord amb la classificació del Congrés Ornitològic Internacional (versió 13.2, 2023) la família té un gènere amb dues espècies:
- Gènere Bucorvus
- calau terrestre septentrional (Bucorvus abyssinicus).
- calau terrestre meridional (Bucorvus leadbeateri).